# Šumata Trnica
Šumata Trnica (en serbe cyrillique : Шумата Трница) est un village de Serbie situé dans la municipalité de Trgovište, district de Pčinja. Au recensement de 2011, il comptait 15 habitants.

## Démographie
| 1948 | 1953 | 1961 | 1971 | 1981 | 1991 | 2002 | 2011 |
| ---- | ---- | ---- | ---- | ---- | ---- | ---- | ---- |
| 175  | 160  | 155  | 102  | 71   | 54   | 50   | 15   |

|  |